# Bindal
Bindal é uma comuna da Noruega, com 1 193 km² de área e 1 397 habitantes (censo de 2021).